# Utrechtse Heuvelrug
Utrechtse Heuvelrug là một đô thị ở tỉnh Utrecht, Hà Lan. Đô thị này được lập ngày 1 tháng 1 năm 2006 trên cơ sở sáp nhập các đô thị Amerongen, Doorn, Driebergen-Rijsenburg, Leersum, và Maarn.

## Các trung tâm dân cư
Đô thị Utrechtse Heuvelrug có các thị xã, thị trấn và làng sau: Amerongen, Darthuizen, Doorn, Driebergen-Rijsenburg, Leersum, Maarn, Maarsbergen, Overberg.

## Thành phố kết nghĩa
- Hanau, Đức (Hesse)